# آرمسترانگ (ایلینوی)
آرمسترانگ (به انگلیسی: Armstrong) یک منطقهٔ مسکونی در ایالات متحده آمریکا است که در شهرستان ورمیلون، ایلینوی واقع شده‌است. آرمسترانگ ۲۱۲ متر بالاتر از سطح دریا واقع شده‌است.